# 1240
- Wikisource

| Calendário gregoriano                                                        | 1240 MCCXL                                           |
| Ab urbe condita                                                              | 1993                                                 |
| Calendário arménio                                                           | 689 – 690                                            |
| Calendário bahá'í                                                            | -604 – -603                                          |
| Calendário budista                                                           | 1784                                                 |
| Calendário chinês                                                            | 3936 – 3937 Início a 26 de janeiro (aproximadamente) |
| Calendário copta                                                             | 956 – 957                                            |
| Calendário etíope                                                            | 1232 – 1233                                          |
| Calendários hindus - Vikram Samvat - Calendário nacional indiano - Cáli Iuga | 1295 – 1296 1161 – 1162 4340 – 4341                  |
| Calendário Holoceno                                                          | 11240                                                |
| Calendário islâmico                                                          | 637 – 638                                            |
| Calendário judaico                                                           | 5000 – 5001                                          |
| Calendário persa                                                             | 618 – 619                                            |
| Calendário rúnico                                                            | 1490                                                 |
| Calendário solar tailandês                                                   | 1783                                                 |

1240 (MCCXL, na numeração romana) foi um ano bissexto do século XVI do Calendário Juliano, da Era de Cristo, e as suas letras dominicais foram  A e G (52 semanas), teve início a um domingo e terminou a uma segunda-feira.
| Ano completo                       |
| ---------------------------------- |
| Ano bissexto com início ao domingo |

## Eventos
- 15 de julho - Alexandre, príncipe de Novgorod, então com 19 anos, à frente de um pequeno exército, ataca e vence o exército sueco nas margens do Rio Neva. Em recordação dessa vitória recebeu o apelido de "Nevsky" (em russo, "do Neva"), com que ficou conhecido.
- 6 de dezembro - Os mongóis liderados por Batu Khan e o general Subedei destroem Kiev e dominam a Rússia.
- Conquista de Alvor.

## Nascimentos
- Rui Vasques da Fonseca foi um Cavaleiro medieval que pertenceu à antiga aristocracia portuguesa.
- Gonçalo Martins da Cunha, foi Senhor de Pombeiro.
- João II de Harcourt m. 1302, foi Senhor de Harcourt e barão de Elbeuf, visconde de Châtellerault e de Saint-Sauveur, foi Marechal de França.
- Pedro Anes Gago de Riba de Vizela, Teve a tenência de Traserra, de Lafões, da Beira e da Covilhã, m. 1286.
- João Peres de Gusmão, senhor de Gusmão e de Aviados, m. 1285.
- Isabel da Cumânia, rainha da Hungria, m. 1290.
- Estêvão Domingo, foi alcaide da cidade de Ávila, Espanha.

## Mortes
- Ricardo de Harcourt n. 1180, foi Barão de Harcourt.